# David E. Satterfield III

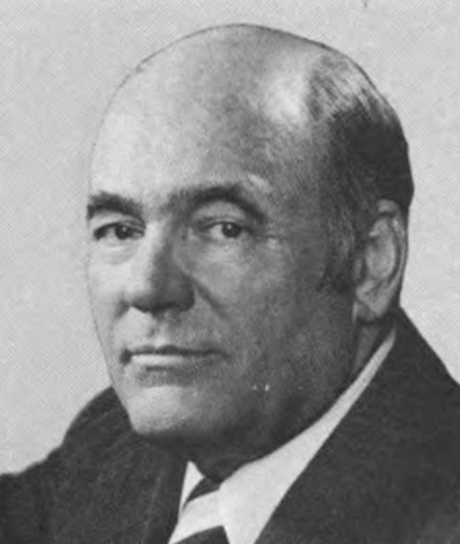
David E. Satterfield III

David Edward Satterfield III (* 2. Dezember 1920 in Richmond, Virginia; † 30. September 1988 ebenda) war ein US-amerikanischer Politiker. Zwischen 1965 und 1981 vertrat er den Bundesstaat Virginia im US-Repräsentantenhaus.

## Werdegang
David Satterfield war der Sohn des Kongressabgeordneten Dave E. Satterfield. Er besuchte die öffentlichen Schulen seiner Heimat und studierte an der University of Richmond sowie der University of Virginia in Charlottesville. Während des Zweiten Weltkrieges diente er zwischen 1942 und 1945 in der US Navy. Danach gehörte er deren Reserve an. Nach einem Jurastudium und seiner 1948 erfolgten Zulassung als Rechtsanwalt begann er in Richmond in diesem Beruf zu arbeiten. Zwischen 1950 und 1953 fungierte er als stellvertretender Bundesstaatsanwalt. Gleichzeitig schlug er als Mitglied der Demokratischen Partei eine politische Laufbahn ein. In den Jahren 1954 bis 1956 war er Stadtrat in Richmond; zwischen 1960 und 1964 saß er im Abgeordnetenhaus von Virginia.
Bei den Kongresswahlen des Jahres 1964 wurde Satterfield im dritten Wahlbezirk von Virginia in das US-Repräsentantenhaus in Washington, D.C. gewählt, wo er am 3. Januar 1965 die Nachfolge von J. Vaughan Gary antrat. Nach sieben Wiederwahlen konnte er bis zum 3. Januar 1981 acht Legislaturperioden im Kongress absolvieren. In diese Zeit fielen unter anderem der Vietnamkrieg, das Ende der Bürgerrechtsbewegung und die Watergate-Affäre. Im Jahr 1980 verzichtete er auf eine weitere Kandidatur.
Nach dem Ende seiner Zeit im US-Repräsentantenhaus praktizierte David Satterfield als Anwalt in Washington und Arlington. Er starb am 30. September 1988 in Richmond.